# ジコノチド
ジコノチド（英: Ziconotide）は、プリアルト（英: Prialt）などの商品名で販売されている、重度の慢性疼痛の治療に用いられる医薬品である。日本では未承認である。投与法は脊髄周囲の空間への注射である。2007年時点のスコットランドの国民保健サービスでは使用は推奨されていない。投与量は通常3週間かけて徐々に増やされる。
一般的な副作用には、めまい、混乱、頭痛、眼振、眠気などがあげられる。重度の副作用には、精神病や髄膜炎などがあげられる。N型カルシウムチャネルに結合して痛みを感知するニューロンをブロックすることで作用する。オピオイドではない。
ω-コノトキシンとしてイモガイ科のヤキイモの毒から発見された。現在では化学合成によって作られている。米国では2004年、欧州では2005年に医薬品として承認された。2012年の米国での価格は45日分で約730-4,400米ドルである。